# Голубович, Василий Васильевич
Васи́лий Васи́льевич Голубо́вич (28 декабря 1909  [10 января 1910], Коханово, Могилёвская губерния — 29 декабря 1991, Минск) — советский театральный художник. заслуженный деятель искусств Казахской ССР (1954).

## Биография
Вырос и получил среднее образование в Екатеринославе. Здесь же посещал драматическую студию при железнодорожной станции Диёвка.
В 1927 поступил и в 1932 окончил Киевский государственный художественный институт. Его учителем был Федор Кричевский.
После окончания вуза вернулся в Днепропетровск. В 1932 работал руководителем художественно-плакатной мастерской при Центральном Дворце культуры металлургов Юга. Как театральный художник начал работать в театрах Днепропетровска (ТЮЗ, театр оперы, 1933—1941). Затем (1943—1946) — в саратовских театрах (ТЮЗ, Театр имени К. Маркса). В 1946—1958 годах — главный художник в Казахском театре драмы. В 1958—1962 годах — главный художник Театра имени Я. Купалы. С 1947 года преподаватель Алма-Атинского художественного училища, в 1959—1965 годах — Белорусского театрально-художественного института.
Умер 28 декабря 1991 года в Минске.

## Оформил спектакли
- «Осада Лейдена» И. В. Штока (1933)
- «Ромео и Джульетта» (1937)
- «Отелло» (1939)
- «Энеида» (1940)
- «Раймонда» (1940)
- «Хождение по мукам» по А. Н. Толстому (1946)
- «Русский вопрос» (1947)
- «Гроза» (1950)
- «Абай» (по Ауэзову) Айманова и Штейна
- «Амангельды» Г. М. Мусрепова (1952)
- «Дни нашего рождения» И. П. Мележа (1958)
- «Чтобы люди не скучали» А. Е. Макаёнка (1959)
- «Смерть воеводы» Ю. Словацкого (1959)
- «Воскресение» по Л. Н. Толстому (1960).

В 1963—1973 годах главный художник Русского драматического театра БССР. Создал декорации для спектаклей «Поднятая целина» М. А. Шолохова (1963), «Маскарад» М. Ю. Лермонтова (1966), «Варшавская мелодия» Л. Г. Зорина (1968), «Мария» А. Д. Салынского (1970).

## Награды и премии
- Орден «Знак Почёта» (3 января 1959) — за выдающиеся заслуги в развитии казахского искусства и литературы и в связи с декадой казахского искусства и литературы в гор. Москве
- Заслуженный деятель искусств Казахской ССР (1954)
- Сталинская премия третьей степени (1952) — за оформление спектакля «Абай» М. О. Ауэзова, поставленного на сцене КазГАТД имени М. О. Ауэзова